# Ervin Lewis House
Das Ervin Lewis House ist eine historische Villa in Byram, Mississippi in den Vereinigten Staaten. Sie wurde auf Wunsch von John Coon vor dem Bürgerkrieg erbaut und blieb auch nach dem Krieg erhalten. Anschließend ging die Villa in den Besitz von Ervin Lewis über, der ursprünglich aus South Carolina stammt. Der Stil des Hauses lässt sich auf den Architekturstil des 19. Jahrhunderts zurückführen, den Greek Revival architectural style. Das Erwin Lewis Haus findet sich seit Dezember, 1989 in dem nationalen Register historischer Orte wieder.